# 뮌헨 S반
뮌헨 S반(독일어: S-Bahn München)은 독일 뮌헨 및 그 광역권에서 운행하는 도시 및 광역철도 시스템이다. 뮌헨 U반, RE/RB 노선과 함께 뮌헨 지역의 철도 대중교통망을 구성한다. 뮌헨 교통조합(Münchner Verkehrs- und Tarifverbund, MVV)의 운임 체계에 통합되어 있으며 DB 레기오에서 운영한다. 계약 자체는 바이에른 철도회사(Bayerische Eisenbahngesellschaft, BEG)에서 진행한다.
1972년 하계 올림픽 준비 과정에서 뮌헨의 근교선을 S반 체계에 편입했다. 각각 근교선은 뮌헨 파징역부터 뮌헨 중앙역을 경유하여 뮌헨 동역까지를 지하로 잇는 슈탐슈트레케로 알려진 도심 내의 터널을 통해서 연결된다. 주중에는 일간 84만명-95만명의 승객을 수송하며 대부분 이용객 흐름은 뮌헨 근교 통근객이 오전에는 시내로 진입하고 오후에는 시외로 진출하는 것이다. 고용자 수는 약 1,600명이며 이 중 기관사 약 750명, 기타 서비스직 약 120명으로 구성되어 있다.
라인-루르 S반과 중부독일 S반에 이어서 독일에서 세 번째로 긴 노선망을 운영하고 있다.

## 같이 보기
- 뮌헨 U반

## 참고 문헌
- Reinhard Pospischil, Ernst Rudolph: S-Bahn München. Alba, Düsseldorf 1997, ISBN 3-87094-358-0.
- Von der Isartalbahn zur S 7. Festschrift zur Aufnahme des S-Bahn-Betriebs zwischen München und Wolfratshausen. Bundesbahndirektion München, ed. München: Selbstverlag o. J. [1981]
- Armin Franzke: Im Tunnel unter City und Isar. 1972: Die S-Bahn München nimmt den Betrieb auf. In: LOK MAGAZIN Nr. 251/Jahrgang 41/2002. GeraNova, München 2002, ISSN 0458-1822, S. 90–97
- Klaus-Dieter Korhammer, Armin Franzke, Ernst Rudolph: Drehscheibe des Südens: Eisenbahnknoten München. Hestra-Verlag, Darmstadt 1991, ISBN 3-7771-0236-9.
- Nikolaus Wilhelm-Stempin: S-Bahnhöfe in und um München. Eine Fotodokumentation. BoD, Norderstedt 2009, ISBN 978-3-8391-0927-4.